# Pentatrocha gigantea
Pentatrocha gigantea är en hjuldjursart som beskrevs av Segers och Russell J.Shiel 2008. Pentatrocha gigantea ingår i släktet Pentatrocha och familjen Flosculariidae. Inga underarter finns listade i Catalogue of Life.